# Liliana, Duquesa da Halândia
Liliana, Duquesa da Halândia (em sueco: Lillian May Davies; Swansea, 30 de agosto de 1915 ― Estocolmo, 10 de março de 2013) foi uma modelo galesa que se tornou membro da família real sueca por meio de seu casamento em 1976 com o príncipe Bertil, duque da Halândia. Como tal, ela era tia paterna do rei Carlos XVI Gustavo da Suécia, da rainha Margarida II da Dinamarca e da rainha Ana Maria da Grécia.

## Biografia

### Infância
Nascida em Swansea, no País de Gales, filha de William John Davies e de Gladys Mary Curran, o seu nome escrevia-se Lillian, tendo ela retirado um 'L' quando se tornou uma modelo. Era vista em revistas de moda de renome, como a Vogue. Os seus pais separaram-se nos anos 20, contudo o divórcio oficial apenas teve lugar em 1939. Entre a separação e o divórcio, Lilian viveu com a sua mãe e com o padrasto.

### Primeiro casamento e Segunda Guerra Mundial
De 1940 a 1945, Lilian foi casada com o ator britânico Ivan Craig. Durante a Segunda Guerra Mundial, trabalhou numa fábrica que fazia rádios para a Marinha Real Britânica e num hospital para soldados feridos.

### Segundo casamento
Em 1943, Lilian conheceu o príncipe Bertil, Duque da Halândia, em Londres, numa cocktail party por ocasião do seu 28.º aniversário. Pouco tempo depois do evento, os dois tornaram-se amantes, embora Lilian ainda estivesse casada com o seu primeiro marido.
Contudo, provavelmente, Bertil seria regente, devido à morte do seu irmão mais velho Gustavo Adolfo, duque da Bótnia Ocidental, príncipe herdeiro da Suécia, em 1947, que deixava um filho, o futuro rei Carlos Gustavo, com menos de um ano de idade, e porque os outros herdeiros tinham deixado os seus lugares na linha de sucessão (devido a matrimónios não autorizados). Por esta razão, Bertil escolheu não casar com Lilian, visto que esse casamento iria forçá-lo a abandonar o seu lugar na linha de sucessão; portanto, os dois viveram juntos discretamente durante mais de 30 anos.
Em 1946, o príncipe Bertil adquiriu uma casa em Sainte-Maxime, França, que se tornou no refúgio privado do casal. No entanto, Bertil não tornou-se regente, visto que o seu pai, o rei, viveu tempo suficiente para ver o seu neto Carlos Gustavo atingir a maioridade. Carlos Gustavo tornou-se então rei, em 1973, e, tendo ele próprio casado com uma plebeia, aprovou o casamento de Bertil e Lilian, que se realizou a 7 de dezembro de 1976 na Igreja do Palácio de Drottningholm, tendo contado com a presença do rei e da rainha.

### Viuvez
O príncipe Bertil morreu a 5 de janeiro de 1997 em sua casa, com a princesa Lilian a seu lado. Desde a morte de Bertil e até 2010, Lilian continuou a representar a família real sueca em eventos oficiais e outras ocasiões. Era patrona de muitas organizações e também membro honorário de muitos clubes e sociedades que pertenciam à área de interesse do príncipe Bertil.
Em 2000, a princesa Liliana lançou uma biografia da sua vida com o príncipe Bertil.
Quando faleceu, aos 97 anos, Lilian era o mais velho membro tanto da família real sueca como de todas as famílias reais europeias. Em agosto de 2008, a princesa caiu e partiu o quadril no seu apartamento, e em fevereiro de 2009 sofreu novamente uma queda em sua casa. A 3 de junho de 2010, foi anunciado que a princesa sofre de Alzheimer e deixou de aparecer em público.

## Morte
Lilian faleceu em 10 de março de 2013. A casa real sueca emitiu um comunicado explicando que a princesa morreu de forma pacífica enquanto dormia na sua casa em Estocolmo.

## Títulos e estilos
- 7 de dezembro de 1976 – 10 de março de 2013: Sua Alteza Real a princesa Liliana da Suécia, Duquesa da Halândia.